# Bruno Perone
Bruno Caldini Perone (São Paulo, Brasil, 6 de julio de 1987) es un futbolista brasileño. Juega como defensa y su equipo es el Cerdanyola del Vallès F. C. de la Segunda Federación.

## Trayectoria
Bruno Perone es un central brasileño que posee pasaporte italiano. Diestro en el manejo del balón, gracias a su altura es un jugador que domina con claridad el juego aéreo. Además posee un buen control de balón, caracterizándose por la buena salida del esférico desde el centro de la defensa. El jugador viene cedido del Tombense, quien posee sus derechos, aunque en 2009 jugó en el Mirassol FC de la Primera División Paulista. En las dos anteriores campañas estuvo en el Figueirense FC, la primera de ellas en la primera división brasileña. El jugador tiene ante sí el reto de jugar por primera vez en Europa y demostrar que es un jugador con proyección.
El marcador central y pivote defensivo brasileño, de anónimo paso por el Xerez la temporada 2010/11 (3 presencias en Copa, 2 expulsiones), superó la prueba a la que fue sometido por la Comisión Deportiva del Queens Park Rangers Football Club y firmó contrato por una campaña con el club londinense, que participa en la edición 2011/12 de la Premier League.
Luego fichó por el Clube Atlético Linense por el que solo paso un año y sigue ahora en la Associação Desportiva Recreativa Cultural Icasa.
Más tarde jugaría en el Tombense, Kerala Blasters y Hammerheads, equipo afiliado a los New York City, que compite en la ULS Pro.
En diciembre de 2016 llegó a prueba al Nàstic de Tarragona, ya que el técnico, Vicente Moreno, conocía perfectamente al central ya que coincidió con él en el Xerez, durante la temporada 2010-11, última campaña de Moreno como jugador.
En enero de 2020 se incorporó a las filas del Hércules Club de Fútbol de la Segunda División B de España.
Inicio la temporada 2020-21 en la U. A. Horta y antes de acabar el año se incorporó a la A. E. Prat para el segunda tramo de la campaña. En junio de 2021 se comprometió con la U. E. Llagostera para el curso 2021-22. Al año siguiente fue fichado por el Cerdanyola del Vallès F. C. una vez se confirmó la presencia del equipo en la Segunda Federación.